# Centrum (Ełk)
Centrum (niekiedy także Śródmieście) – główne, centralnie położone osiedle Ełku.
Jest największym osiedlem miasta pod względem liczby ludności i drugim pod względem powierzchni. Zabudowa osiedla jest zróżnicowana. Znajdują się tu zarówno XIX-wieczne kamienice, jak i bloki mieszkalne powstałe w czasie PRL i w III RP. Poza funkcją mieszkalną osiedle skupia też punkty handlowe, usługowe, kulturalne, edukacyjne i religijne.
Centrum w przybliżeniu pokrywa się z obszarem historycznego Ełku przed powstaniem w PRL-u osiedli Północ I, Północ II i Konieczki na północy, Bogdanowicza, Kochanowskiego, Jeziorna i Baranki na południu oraz przed przyłączeniem terenów Szyby i obecnego Zatorza do miasta.
Przy ulicy Kościuszki znajdują się dawne koszary wojskowe, dawny Park Techniczno Sprzętowy 1.OSSWInż (JW 2456), 108 Szpital Wojskowy, Katedra św. Wojciecha oraz zabytkowa hala sportowa z 1900.

## Położenie
Osiedle leży w środkowo-zachodniej części miasta. Od północy graniczy z osiedlem Północ I, od wschodu z Zatorzem, od zachodu z Jeziorem Ełckim, a od południa, poprzez rzekę Ełk, Park Jana Pawła II i cmentarz, z osiedlami Bogdanowicza i Kochanowskiego.

## Zabytki

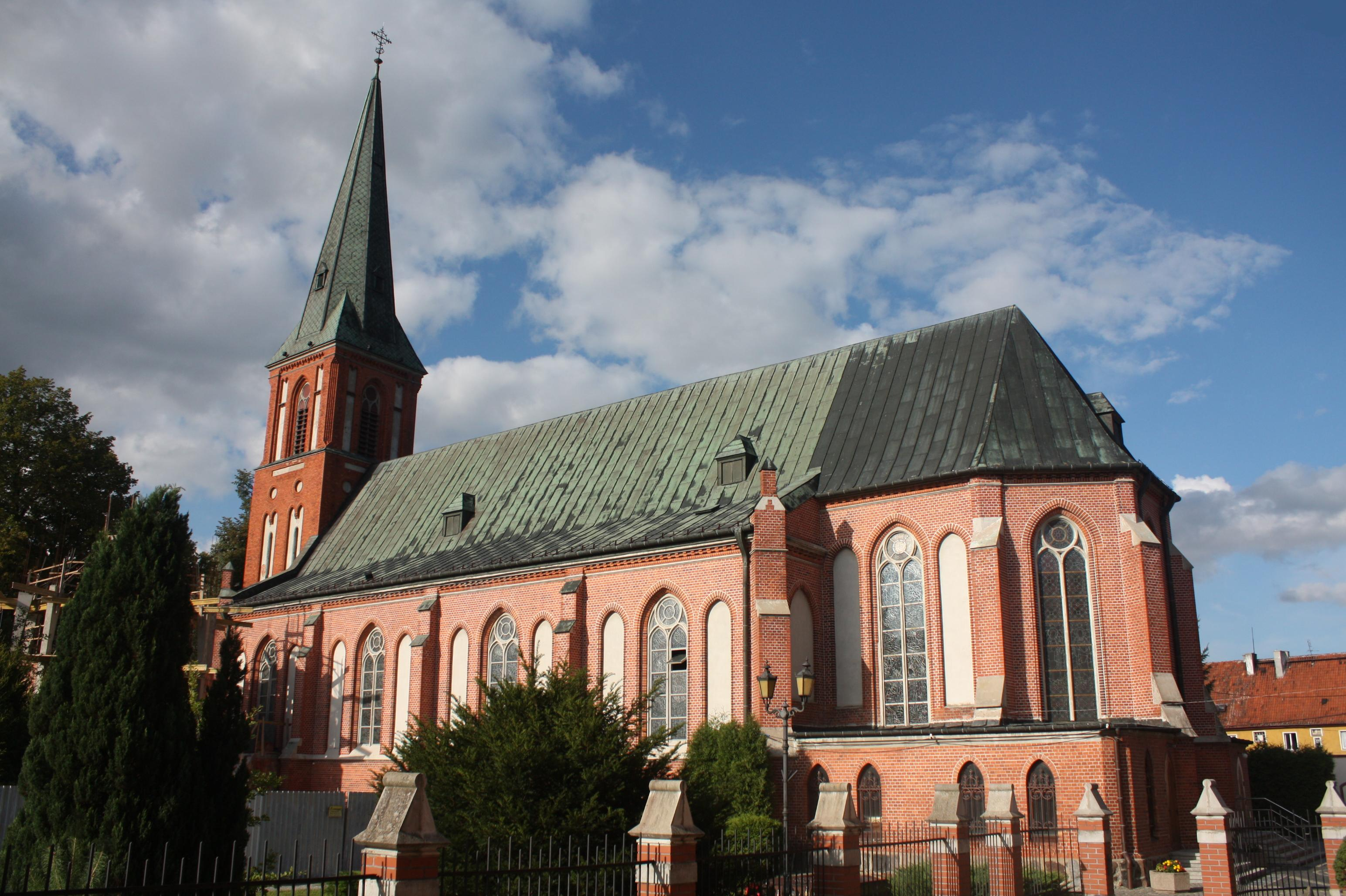
Katedra św. Wojciecha w Ełku

- Katedra św. Wojciecha w Ełku (XIX w.)
- Kościół Najświętszego Serca Pana Jezusa w Ełku (poewangelicki; XIX w.)
- Kościół Chrześcijan Baptystów (1908 r.)
- Budynek Sądu Rejonowego
- Budynek Szkoły Artystycznej
- Budynek Wyższego Seminarium Duchownego w Ełku
- Kamienice z przełomu XIX i XX w.
- sala sportowa przy ul. Armii Krajowej 16, siedziba Miejskiego Klubu Bokserskiego Mazur Ełk
- hala sportowa z 1900 r. przy ul. Kościuszki 29[2]

## Parki, skwery, deptaki

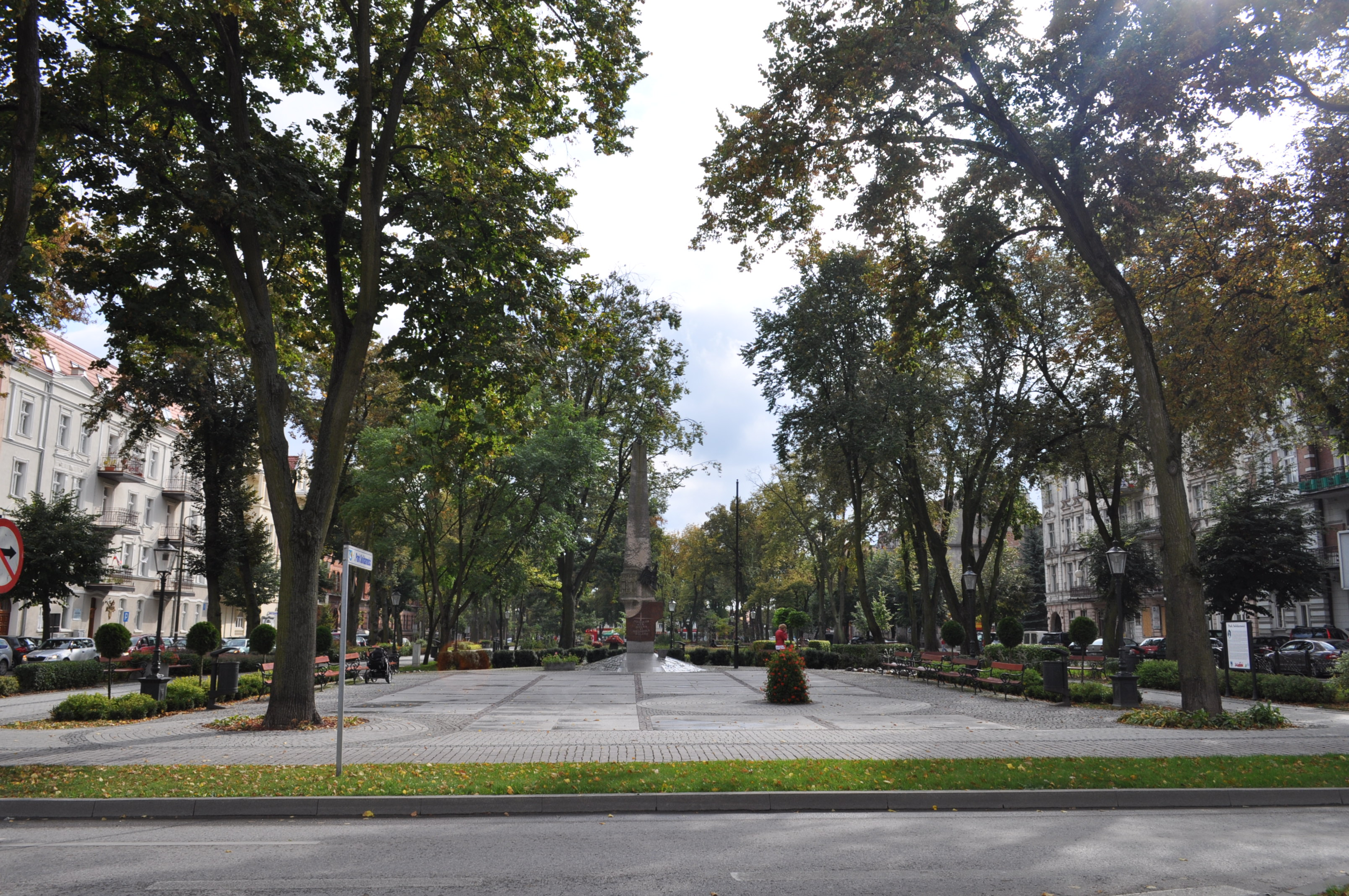
Park Solidarności

- Między kwadratem ulic Mickiewicza, Małeckich, Armii Krajowej i 3 maja mieści się Park Solidarności, wpisany w 1989 roku do rejestru zabytków. W parku stoją dwa pomniki: Michała Kajki oraz "Poległym za wolną i niezawisłą Polskę". Wzdłuż ulic 3 maja i Małeckich znajdują się zabytkowe kamienice, w których mieszczą się punkty handlowo-usługowe, sąd rejonowy, radio i siedziby organizacji pozarządowych, oraz, także zabytkowe, Kościół Chrześcijan Baptystów i budynek szkoły podstawowej i gimnazjum.
- Wzdłuż jeziora biegnie najstarsza część promenady, której początek leży na osiedlu Północ I, a której nowsze przedłużenie biegnie przez osiedla Bogdanowicza i Jeziorna. Wzdłuż odcinka położonego na osiedlu Centrum, stoją drewniane rzeźby, powstałe po 2000 roku.
- Skwer Zesłańca Sybiru - mieścił się przy skrzyżowaniu ulic Armii Krajowej i 3 maja, leży w bezpośrednim sąsiedztwie Parku Solidarności, zlikwidowany w grudniu 2012 roku, w związku z planowaną zabudową

## Edukacja

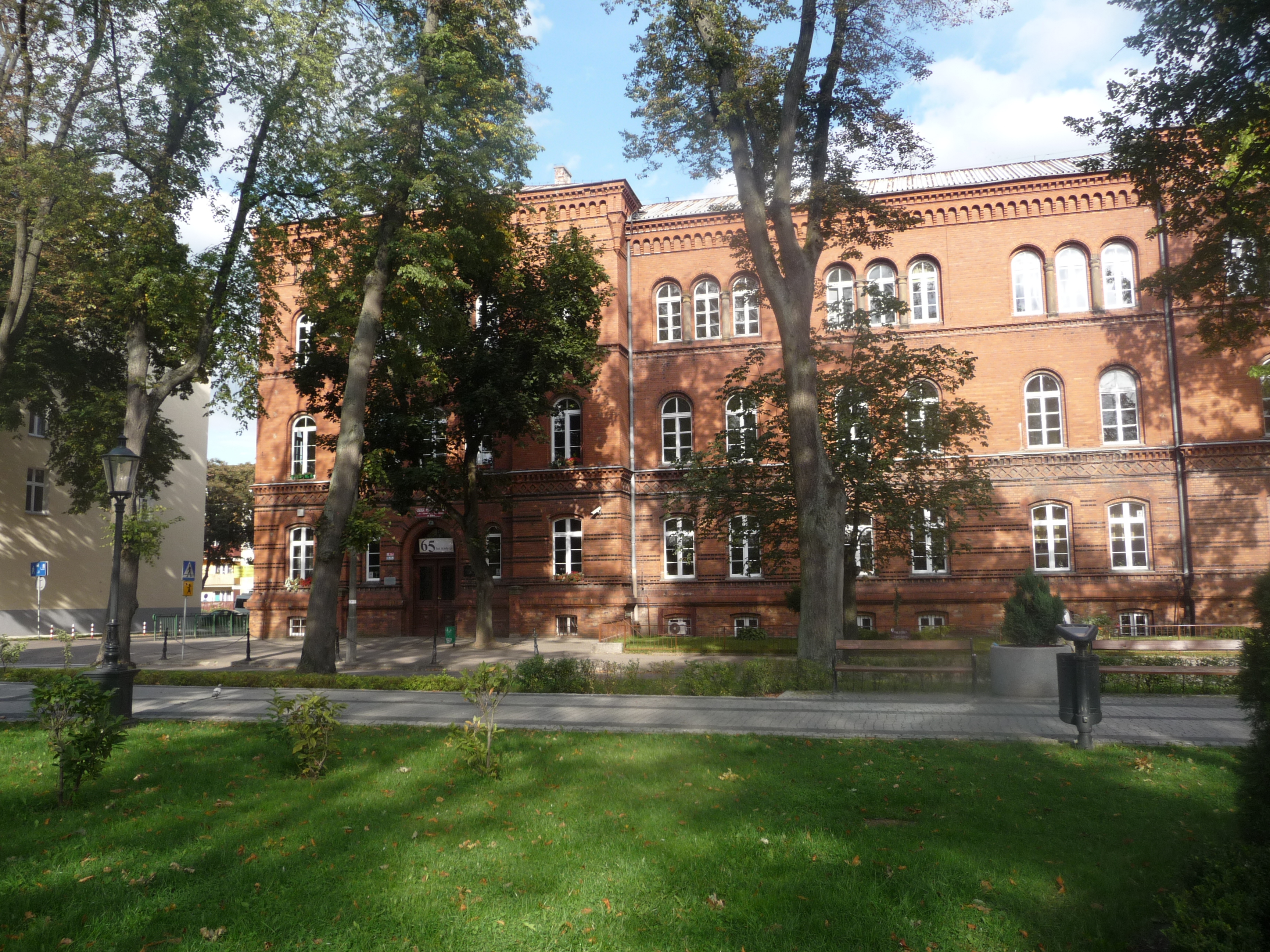
Szkoła Podstawowa nr 2 przy ul. Małeckich

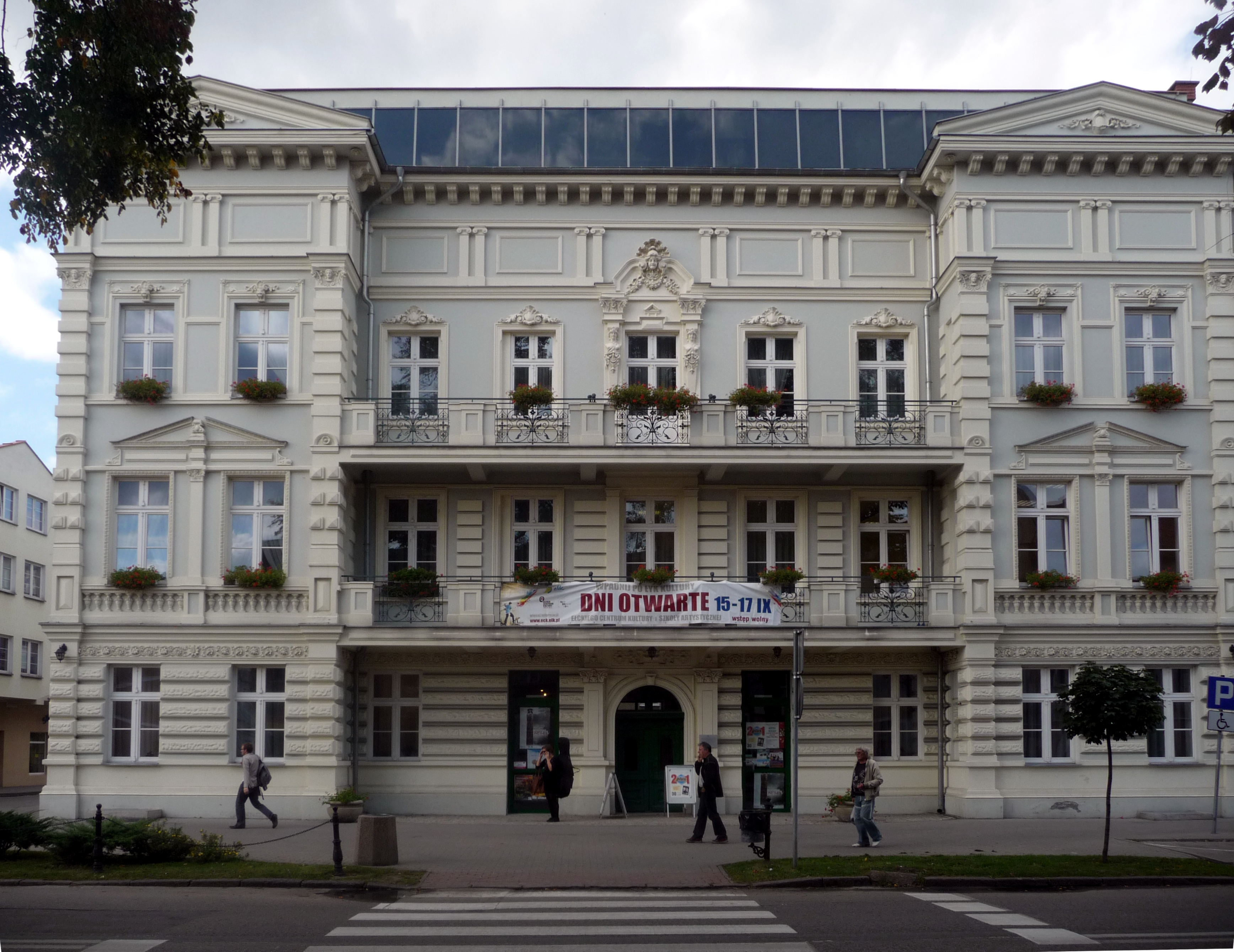
Szkoła Muzyczna I i II stopnia w Ełku

- Publiczna Szkoła Podstawowa nr 2 im. I Dywizji Tadeusza Kościuszki
- Gimnazjum nr 1
- Zespół Szkół Mechaniczno–Elektrycznych w Ełku
- Uniwersytet Warmińsko-Mazurski w Olsztynie
  - Centrum Studiów Bałtyckich
- Mazurska Szkoła Wyższa w Ełku z siedzibą w Ełku
- Wyższe Seminarium Duchowne w Ełku
- Szkoła Muzyczna I i II stopnia w Ełku

## Kultura

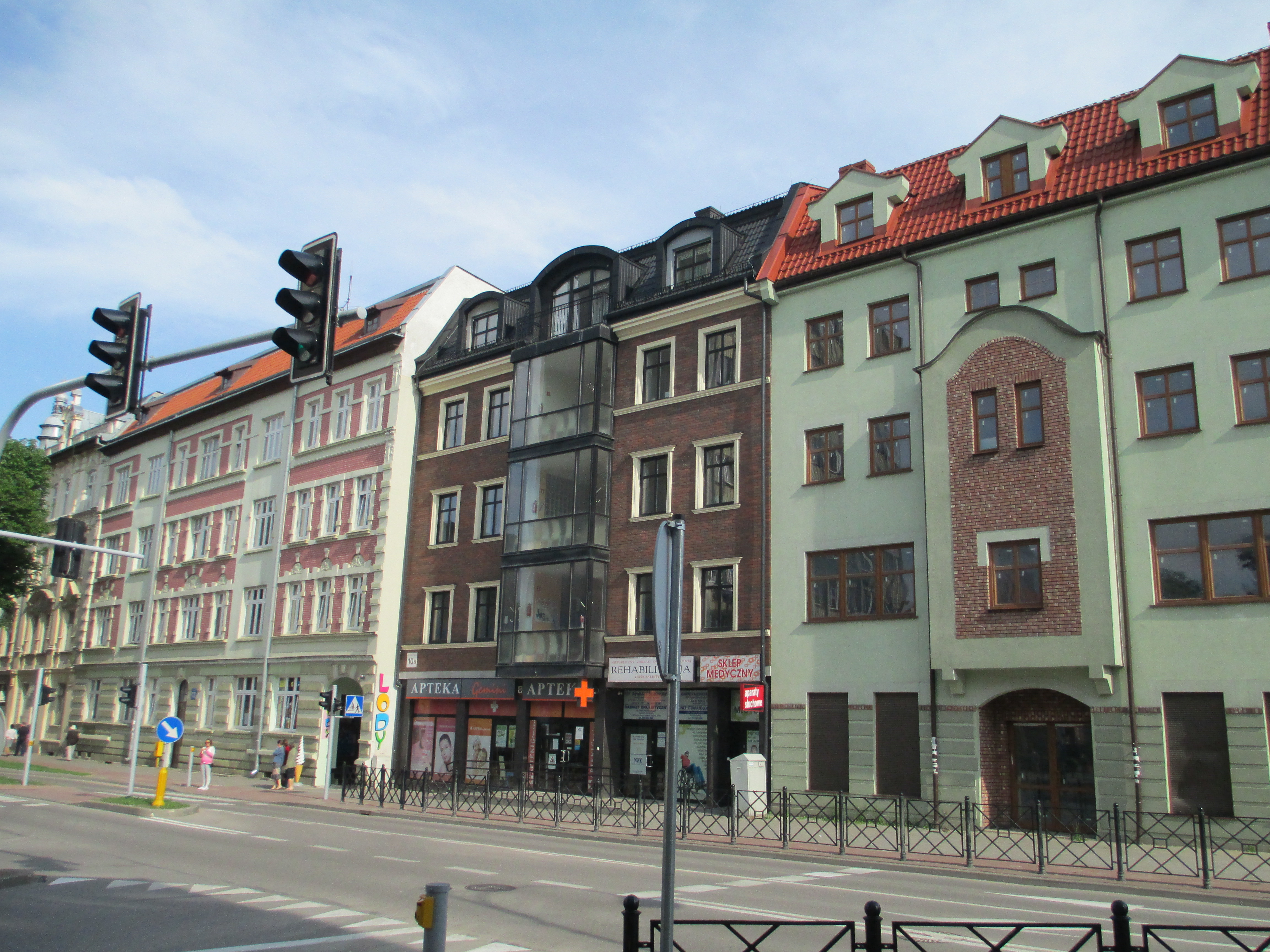
Kamienice przy ul. A. Mickiewicza

- Ełckie Centrum Kultury z amfiteatrem
- Miejska Biblioteka Publiczna w Ełku

## Ulice
- ul. 3 Maja
- ul. Armii Krajowej
- ul. Fryderyka Chopina
- ul. Cicha
- ul. Czarna
- ul. Jarosława Dąbrowskiego
- ul. Kąpielowa
- ul. Tadeusza Kościuszki
- ul. Magazynowa
- ul. Jana i Hieronima Małeckich
- ul. Adama Mickiewicza
- ul. Nadjeziorna
- ul. Elizy Orzeszkowej
- ul. Kazimierza Pułaskiego
- ul. Franklina Roosevelta
- ul. Juliusza Słowackiego
- ul. Stary Rynek
- ul. Szkolna
- ul. Wawelska
- ul. Wojska Polskiego
- ul. Stefana Żeromskiego
- ul. Zamkowa